# Rhytidoponera taurus
Rhytidoponera taurus är en myrart som först beskrevs av Auguste-Henri Forel 1910.  Rhytidoponera taurus ingår i släktet Rhytidoponera och familjen myror. Inga underarter finns listade i Catalogue of Life.

## Bildgalleri

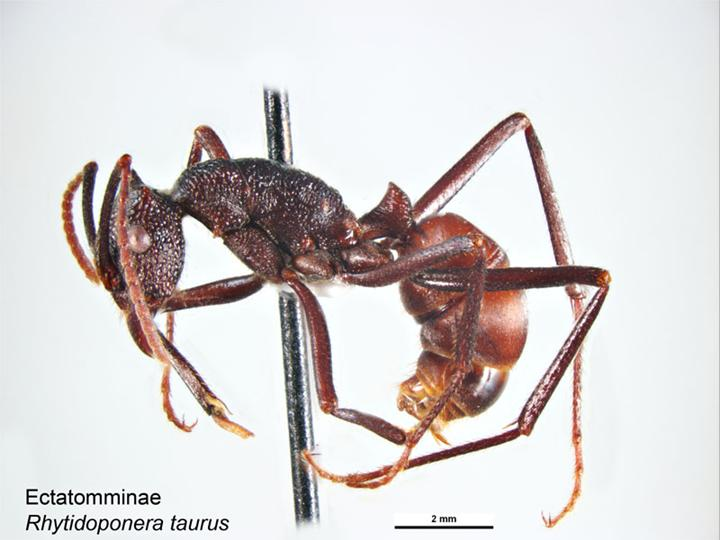